# Accettore di elettroni
Un accettore di elettroni (spesso si usa più semplicemente il termine non del tutto corretto di accettore) è una specie chimica in grado di accettare elettroni da un'altra durante una reazione di ossidoriduzione. Gli accettori di elettroni sono agenti ossidanti che nella reazione vengono ridotti.

## Descrizione
Un tipico agente ossidante si sottopone ad una trasformazione chimica permanente attraverso una reazione di tipo covalente o ionica, il risultato è un trasferimento completo ed irreversibile di uno o più elettroni. In molte reazioni comunque il trasferimento di carica elettrica da un donatore di elettroni può essere solo frazionaria, in questo senso un elettrone non è completamente trasferito, ma risulta una risonanza fra il donatore e l'accettore di elettroni. Ciò porta alla formazione di trasferimenti di carica complessi in cui è conservata l'identità chimica delle specie in gioco. Questo tipo di reazioni prende il nome di redox.
La capacità di accettare elettroni di una molecola è misurata dalla sua affinità elettronica che è l'energia rilasciata quando viene riempito il suo più alto orbitale molecolare.
Il bilancio energetico totale (ΔE), i.e., l'energia persa o acquisita, in un trasferimento di elettroni donatore-accettore è determinata dalla differenza fra l'affinità elettronica dell'accettore (A) e l'energia di ionizzazione (I) del donatore.
{\displaystyle {\Delta }E=A-I}
In chimica, una classe di accettori di elettroni che acquista non solo uno ma doppietti elettronici che formano un legame covalente con il donatore, sono detti acidi di Lewis. Questo fenomeno dà vita all'ampio campo della chimica acido-base di Lewis. Le forze che spingono gli elettroni da un donatore ad un accettore di elettroni sono basate sul concetto di elettropositività (per i donatori) ed elettronegatività (per gli accettori) di atomi o molecole.
In biochimica, si definisce accettore terminale di elettroni un composto che riceve elettroni nel corso della respirazione cellulare o della fotosintesi. Tutti gli organismi viventi, infatti, producono energia attraverso il trasferimento di elettroni da un donatore di elettroni ad un accettore. Il meccanismo alla base di tale fenomeno è la catena di trasporto degli elettroni. Queste reazioni sono di elevato interesse non solo dal punto di vista energetico, ma anche perché sono coinvolte nella naturale degradazione di molecole organiche, anche contaminanti.
Alcuni accettori di particolare rilevanza sono l'ossigeno, il nitrato, gli ioni Fe3+ e Mn4+, il solfato, l'anidride carbonica e, in alcuni microorganismi, i solventi clorurati come il tetracloroetilene, il tricloroetilene, il dicloroetene ed il vinilcloruro.